# Placówka Straży Granicznej II linii „Jeleśnia”

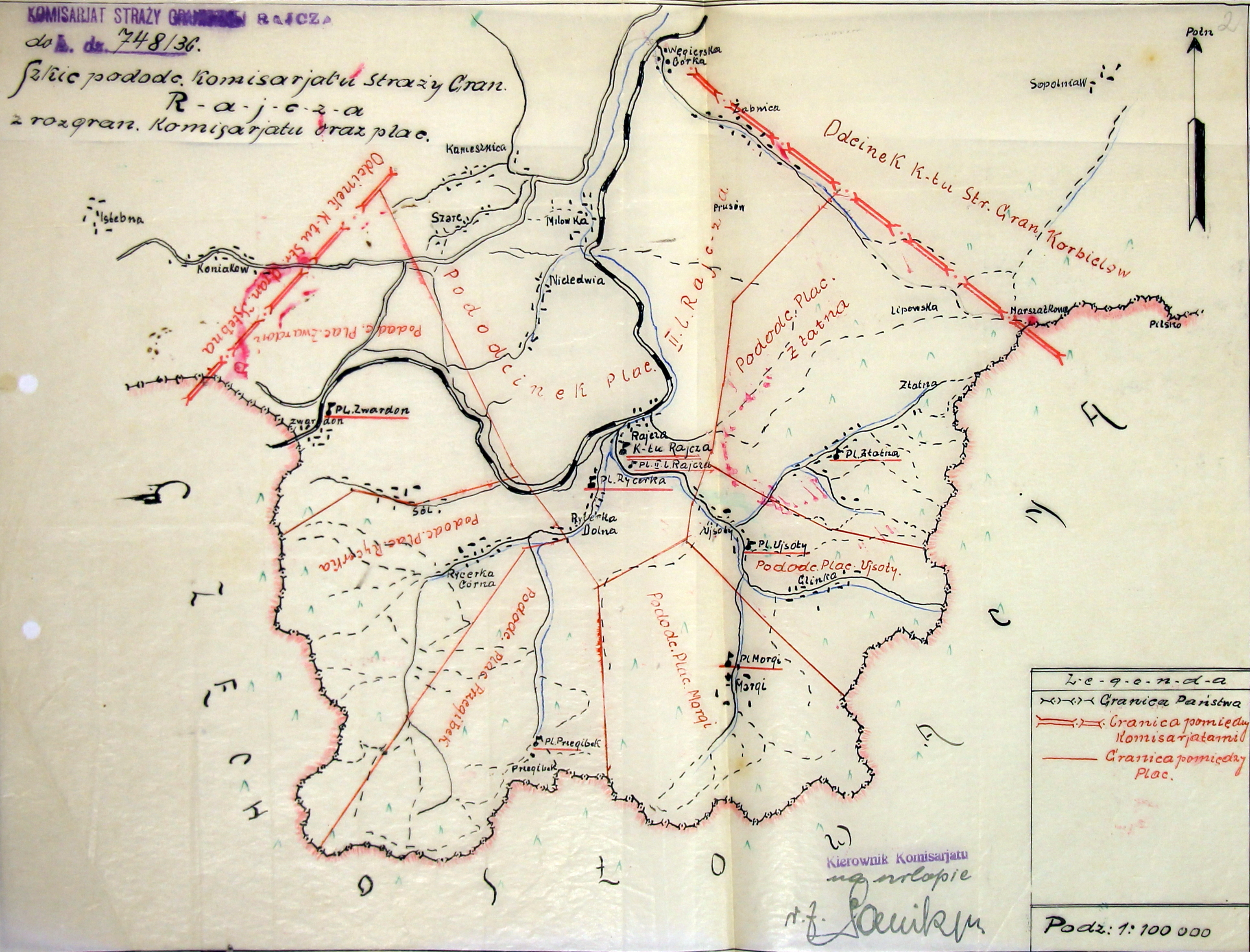
Szkic komisariatu SG „Rajcza”

Placówka Straży Granicznej II linii „Jeleśnia” – jednostka organizacyjna Straży Granicznej pełniąca służbę ochronną na granicy polsko-czechosłowackiej w okresie międzywojennym.

## Formowanie i zmiany organizacyjne
Rozporządzeniem Prezydenta Rzeczypospolitej Polskiej Ignacego Mościckiego z 22 marca 1928 roku, do ochrony północnej, zachodniej i południowej granicy państwa, a w szczególności do ich ochrony celnej, powoływano z dniem 2 kwietnia 1928 roku Straż Graniczną.
Rozkazem nr 4 z 30 kwietnia 1928 roku w sprawie organizacji Śląskiego Inspektoratu Okręgowego dowódca Straży Granicznej gen. bryg. Stefan Pasławski określił strukturę organizacyjną komisariatu SG „Rajcza”. Placówka Straży Granicznej II linii „Jeleśnia” znalazła się w jego strukturze.
Rozkazem nr 2 z 30 listopada 1937 roku w sprawach […] przeniesienia siedzib i likwidacji jednostek, komendant Straży Granicznej płk Jan Gorzechowski przeniósł siedzibę placówki II linii „Korbielów” do m. Jeleśnia.

## Kierownicy/dowódcy placówki
| stopień          | imię i nazwisko    | okres pełnienia służby | kolejne stanowisko |
| ---------------- | ------------------ | ---------------------- | ------------------ |
| starszy strażnik | Stanisław Skrudlik | był w 1936             |                    |